# Jean Besselère
Jean Besselère, né le 26 mai 1828 à Dax et mort le 18 avril 1913 à Maylis, est un religieux catholique, journaliste et historien local français.

## Biographie
Jean Besselère naît le 26 mai 1828 à Dax. Il devient prêtre et enseigne au petit séminaire d’Aire-sur-l'Adour. Il est successivement vicaire à Peyrehorade, curé de Nerbis, Lévignacq et Capbreton (il est en poste au moment de la construction de l'église Saint-Nicolas) , curé-doyen de Sabres puis de Roquefort. Membre de la société de Borda, il publie plusieurs textes sur l'histoire de Capbreton, Roquefort et Sarbazan, et des articles dans les journaux Le Monde et L'Univers. Il fonde en 1870 la Petite revue catholique du diocèse d'Aire et Dax, une revue mensuelle d'histoire locale. Il effectue des recherches archivistiques et archéologiques qu'il publie dans le bulletin de la Société de Borda. Il se retire dans l’abbaye Notre-Dame de Maylis d'où il publie deux ouvrages religieux : Les Saintes écritures et Jésus-Christ (deux volumes) et L'Église naissante et Saint Paul. Il y meurt le 18 avril 1913, à 85 ans. 

## Publications
- Les Saintes Écritures et Jésus-Christ, t. I et II, Montréjeau, Soubiron, 1895

### Dans lebulletin de la Société de Borda
- 1887 :
  - « Le vieux registre de Sarbazan », Bulletin de la Société de Borda,‎ 1887, p. 165-186 (lire en ligne)
  - « Notes archéologiques, l'église de Sarbazan », Bulletin de la Société de Borda,‎ 1887, p. 107-116 (lire en ligne)
- 1889 :
  - « Étude sur la vie communale d'une petite ville dans le Marsan au commencement du XVIIIe siècle (suite et fin) », Bulletin de la Société de Borda,‎ 1889, p. 149-163 et 169-183 (lire en ligne)
  - « Quelques notes sur les sculptures des chapiteaux de l'époque romane et de transition, qui ont été conservés dans notre diocèse », Bulletin de la Société de Borda,‎ 1889, p. 333-341 (lire en ligne)
- 1891 :
  - « Quelques notes sur les sculptures des chapiteaux de l'époque romane et de transition, qui ont été conservés dans notre diocèse (suite) », Bulletin de la Société de Borda,‎ 1891, p. 233-241 (lire en ligne)